# Dipartimento di San Antonio (Río Negro)
San Antonio è un dipartimento argentino, situato nella parte sud-orientale della provincia di Río Negro, con capoluogo San Antonio Oeste.
Esso confina a nord con il dipartimento di Veinticinco de Mayo, a est con quelli di Conesa e Adolfo Alsina e con l'oceano Atlantico; a sud con la provincia di Chubut e ad ovest con il dipartimento di Valcheta.
Secondo il censimento del 2001, su un territorio di 14.015 km², la popolazione ammontava a 23.972 abitanti, con una diminuzione demografica dell'1,01% rispetto al censimento del 1991.
Il dipartimento, nel 2001, è composto da 2 comuni (municipios):
- San Antonio Oeste
- Sierra Grande